# Persone di cognome Williams/Attori
| Questa pagina contiene informazioni ricavate automaticamente dalle voci biografiche con l'ausilio del template Bio e di un bot. L'aggiornamento è periodico e automatico e ricostruisce completamente la pagina. Se manca una persona in questa lista, sei pregato di non aggiungerla, ma accertati piuttosto che la sua voce biografica contenga il template Bio e che i dati anagrafici siano correttamente compilati. Se il template Bio manca, inseriscilo tu stesso o, in alternativa, metti l'avviso {{tmp\|Bio}} che ne segnala la mancanza. Se i dati riportati sono sbagliati, correggi direttamente la voce biografica; le modifiche saranno visibili in questa lista entro pochi giorni. Per chiarimenti vedi il progetto antroponimi. La lista contiene solo le 55 persone che sono citate nell'enciclopedia e per le quali è stato implementato correttamente il template Bio. Pagina aggiornata al 23 lug 2025. |

Questa è una lista di persone presenti nell'enciclopedia che hanno il cognome Williams e sono attori.

## A(4)
- Adam Williams, attore statunitense (Wall Lake, n. 1922 - Los Angeles, † 2006)
- Alfie Williams, attore inglese (Newcastle upon Tyne, n. 2011)
- Anson Williams, attore e regista statunitense (Los Angeles, n. 1949)
- Austin Williams, attore statunitense (n. 1996)

## B(2)
- Bill Williams, attore statunitense (New York, n. 1915 - Los Angeles, † 1992)
- Brett Williams, attore e regista sudafricano (Città del Capo, n. 1975)

## C(2)
- Cole Williams, attore statunitense (n. 1981)
- Cress Williams, attore statunitense (Heidelberg, n. 1970)

## D(1)
- Delaney Williams, attore statunitense (Washington, n. 1962)

## E(4)
- Bert Williams, attore e regista statunitense (Nassau, n. 1874 - New York, † 1922)
- Earle Williams, attore statunitense (Sacramento, n. 1880 - Hollywood, † 1927)
- Ed Williams, attore e comico statunitense (San Jose, n. 1926)
- Evan Williams, attore canadese (Swan Hills, n. 1985)

## F(1)
- Fred Williams, attore tedesco (Monaco di Baviera, n. 1938)

## G(5)
- Gary Anthony Williams, attore e doppiatore statunitense (Fayetteville, n. 1966)
- Gianni Williams, attore e doppiatore italiano (Lugano, n. 1941 - Fiano Romano, † 2012)
- Grant Williams, attore statunitense (New York, n. 1931 - Los Angeles, † 1985)
- Gregory Alan Williams, attore, scrittore e ex militare statunitense (Des Moines, n. 1956)
- Guinn Williams, attore statunitense (Decatur, n. 1899 - Hollywood, † 1962)

## H(3)
- Harcourt Williams, attore e regista inglese (Croydon, n. 1880 - Londra, † 1957)
- Harland Williams, attore, comico e sceneggiatore canadese (Toronto, n. 1962)
- Hugh Williams, attore e drammaturgo britannico (Bexhill-on-Sea, n. 1904 - Londra, † 1969)

## J(5)
- J. D. Williams, attore statunitense (Newark, n. 1978)
- Jack Eric Williams, attore, compositore e paroliere statunitense (Odessa, n. 1944 - New York, † 1994)
- Jamie Williams, attore statunitense (Florida, n. 1985)
- Jesse Williams, attore, modello e attivista statunitense (Chicago, n. 1981)
- John Williams, attore britannico (Chalfont St. Giles, n. 1903 - La Jolla, † 1983)

## K(3)
- Keith David, attore statunitense (New York, n. 1956)
- Katt Williams, attore, rapper e comico statunitense (Cincinnati, n. 1971)
- Kenneth Williams, attore gallese (Londra, n. 1926 - Londra, † 1988)

## L(3)
- Layton Williams, attore e ballerino britannico (Bury, n. 1994)
- Lee Williams, attore britannico (Bangor, n. 1974)
- Leon Jay Williams, attore e cantante singaporiano (Singapore, n. 1976)

## M(5)
- Mark Williams, attore, comico e sceneggiatore britannico (Bromsgrove, n. 1959)
- Marshall Williams, attore, modello e musicista canadese (Winnipeg, n. 1989)
- Michael C. Williams, attore, regista teatrale e insegnante statunitense (New York, n. 1973)
- Michael Kenneth Williams, attore statunitense (New York, n. 1966 - New York, † 2021)
- Michael Williams, attore britannico (Liverpool, n. 1935 - Hampstead, † 2001)

## P(1)
- Peter Williams, attore giamaicano (Kingston, n. 1957)

## R(6)
- Robert Guillaume, attore e doppiatore statunitense (Saint Louis, n. 1927 - Los Angeles, † 2017)
- Rhys Williams, attore gallese (Clydach, n. 1897 - Santa Monica, † 1969)
- Treat Williams, attore e cantante statunitense (Stamford, n. 1951 - Albany, † 2023)
- Dick Anthony Williams, attore statunitense (Chicago, n. 1938 - Los Angeles, † 2012)
- Robert Williams, attore statunitense (Glencoe, n. 1904 - Contea di Orange, † 1978)
- Robin Williams, attore e comico statunitense (Chicago, n. 1951 - Paradise Cay, † 2014)

## S(2)
- Sammy Williams, attore, cantante e ballerino statunitense (Trenton, n. 1948 - Los Angeles, † 2018)
- Steven Williams, attore statunitense (Memphis, n. 1949)

## T(3)
- Tim Williams, attore statunitense (Houston, n. 1966)
- Tyler James Williams, attore statunitense (Contea di Westchester, n. 1992)
- Tyrel Jackson Williams, attore statunitense (New York, n. 1997)

## V(1)
- Van Williams, attore statunitense (Fort Worth, n. 1934 - Scottsdale, † 2016)

## W(3)
- Billy Dee Williams, attore statunitense (New York, n. 1937)
- Wade Williams, attore statunitense (Tulsa, n. 1961)
- William A. Williams, attore cinematografico statunitense (Manheim, n. 1870 - Los Angeles, † 1942)

## Z(1)
- Zachary Williams, attore statunitense (Beverly Hills, n. 1994)